# شهرستان حریضه
ناحیهٔ حریضه (به عربی: مدیریة حریضة) یک ناحیه در یمن است که در استان حضرموت واقع شده‌است.
ناحیهٔ حریضه ۱۸٬۶۸۴ نفر جمعیت دارد.